# Discophora timora
Discophora timora är en fjärilsart som beskrevs av John Obadiah Westwood 1850. Discophora timora ingår i släktet Discophora och familjen praktfjärilar. Inga underarter finns listade i Catalogue of Life.

## Bildgalleri

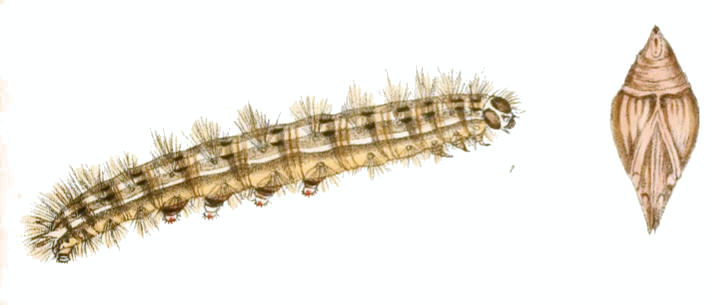
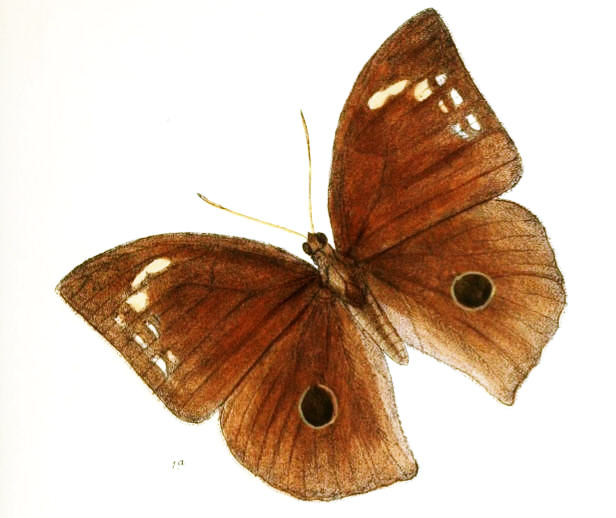
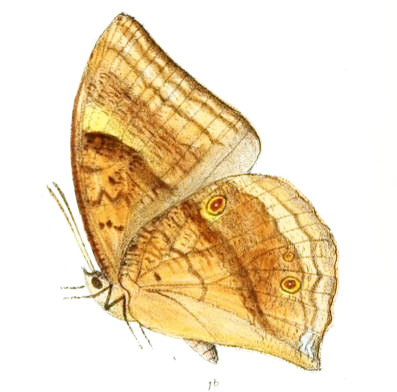
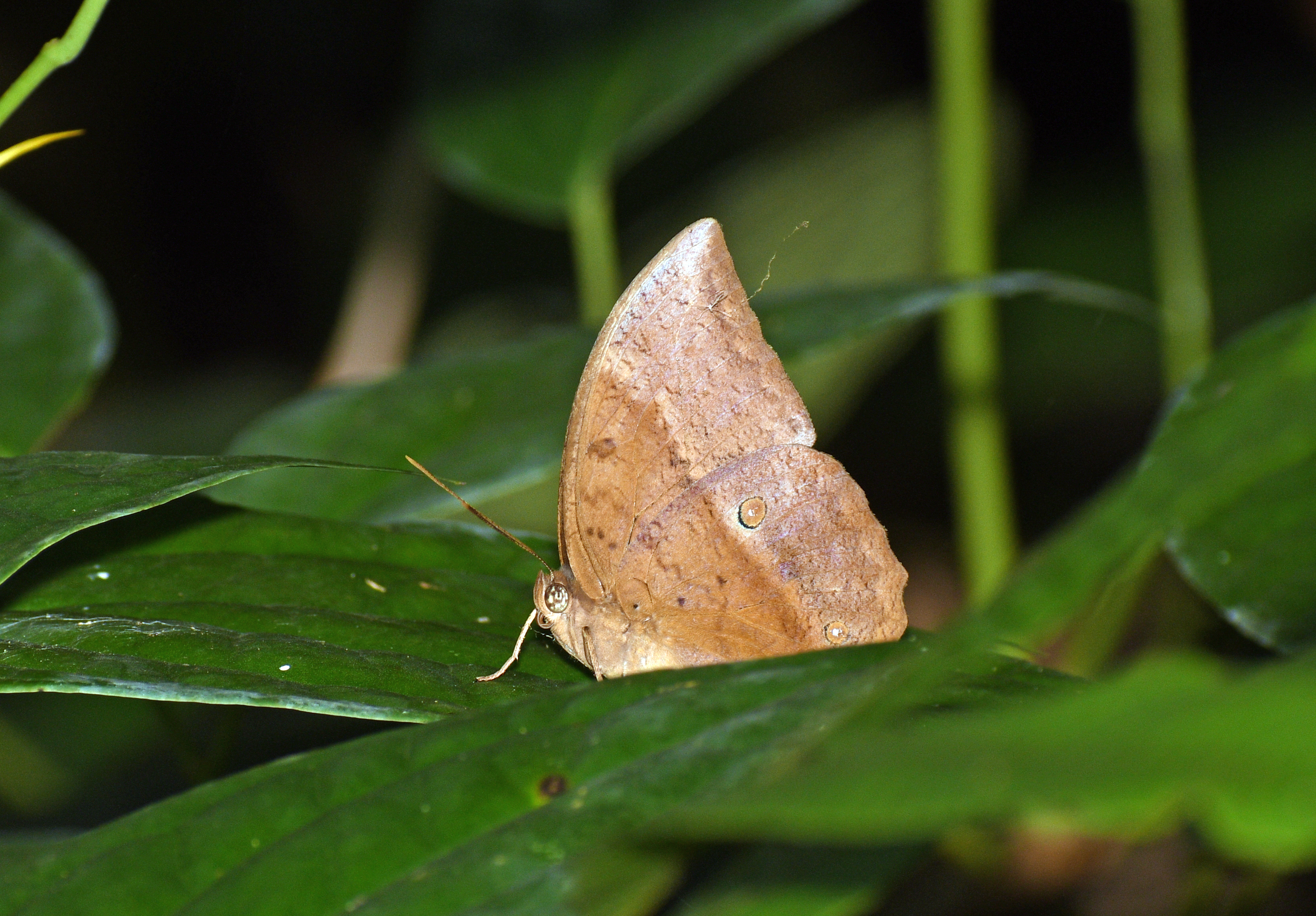